# NN Group

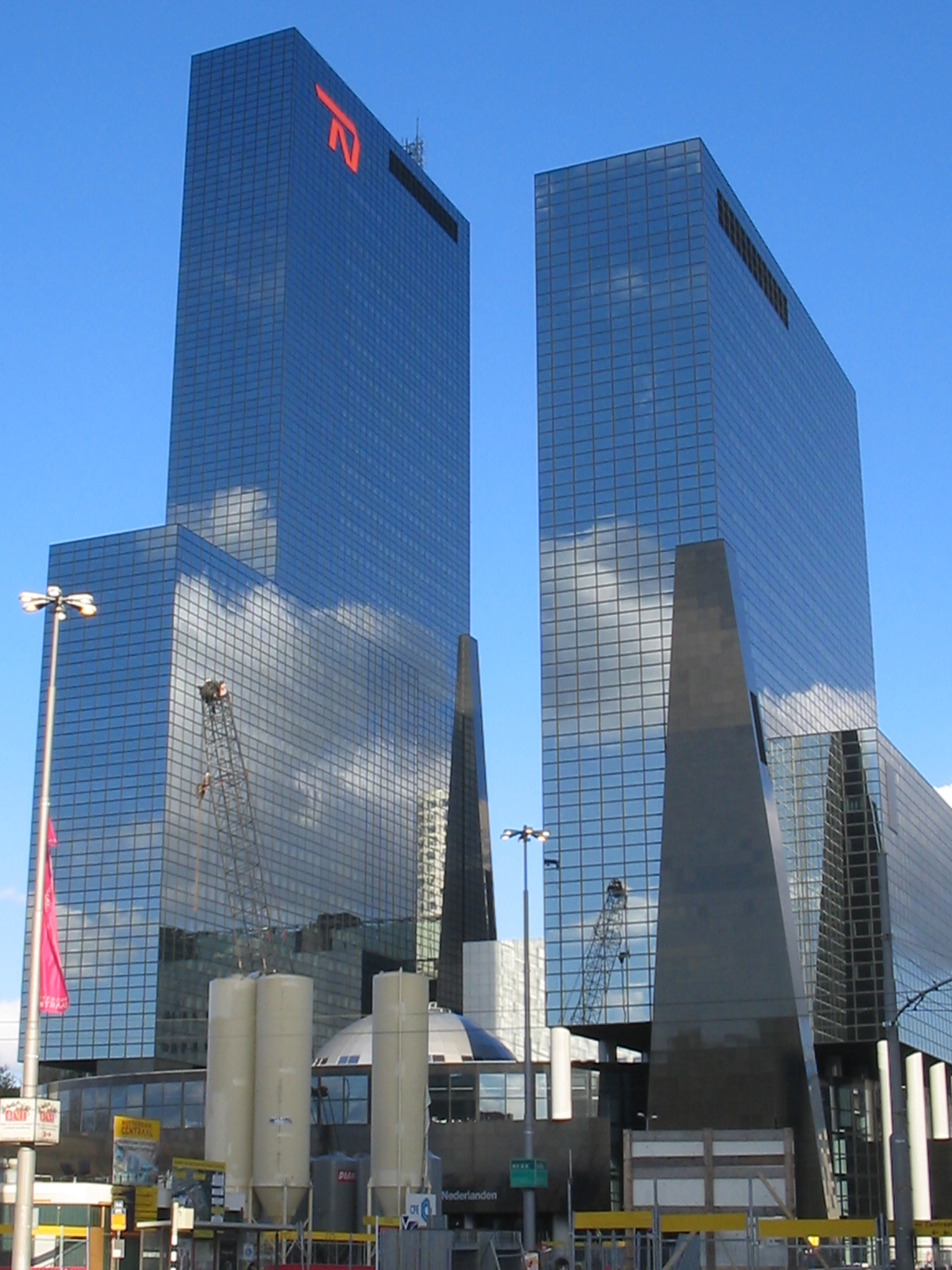
Delftse Poort in Rotterdam.

Die NN Group N.V. ist eines der größten niederländischen Versicherungsunternehmen. Sie umfasst Nationale-Nederlanden, Delta Lloyd, ABN AMRO verzekeringen, Movir, AZL, BeFrank, OHRA und NN Investment Partners und ist an der Euronext Amsterdam notiert.

## Geschichte

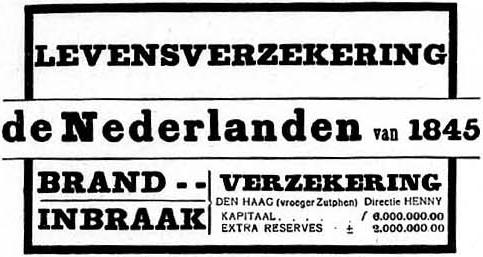
Werbung der De Nederlanden van 1845 (1914).

Anfang des 19. Jahrhunderts gründeten zwei Cousins in der niederländischen Stadt Zutphen ein Feuerversicherungsunternehmen namens De Nederlanden. Die Firma bot nicht nur Versicherungen an, sondern versuchte auch aktiv durch die Gründung einer Freiwilligen Feuerwehr, Brände zu verhindern. 1845 wurde der Unternehmenssitz nach Den Haag verlegt und der Firmenname in De Nederlanden van 1845 geändert.
Im Jahr 1963 fand eine Fusion mit der Firma Nationale Levensverzekering-Bank statt, durch welche schließlich die Nationale-Nederlanden gegründet wurde.
Um das Filialnetz weiter zu ergänzen, wurde 1991 eine Fusion mit der NMB Postbank Groep vollzogen. Das neue Unternehmen firmierte unter dem Namen ING Groep (Internationale Nederlanden Groep). 2013 wurde jedoch der Teil des Unternehmens, der früher einmal die Nationale-Nederlanden war, in das eigenständige Unternehmen NN Group ausgegliedert.
Am 1. Juni 2017 übernahm die NN Group durch ihre Tochtergesellschaft NN Group Bidco B.V. die ebenfalls niederländische Versicherungsgesellschaft Delta Lloyd für 2,5 Mrd. Euro.

## Bereiche
- Nationale-Nederlanden Bank (Bank)
- NN (Versicherer)
- NN Investment Partners (Vermögensverwaltung)

## Aktionärsstruktur
Hauptaktionäre:
Laut dem Register der Autoriteit Financiële Markten (AFM) vom 25. Februar 2025 hielten die folgenden Aktionäre zum Zeitpunkt der Meldung einen Anteil von 3 % oder mehr an der NN Group:
- BlackRock, Inc. - 6,6 % (29. Mai 2024)
- Norges Bank - 5,0 % (17. März 2023)
- Amundi Asset Management - 3,1 % (7. Februar 2025)
- State Street Corporation - 3,0 % (30. Dezember 2024)
- Thornburg Investment Management - 3,0 % (3. April 2023)